# Перифраза
Перифразата (гръцки: peri, представка, „около, за, отвъд“, родствено до санскритското pari „около, за, през“ ) е вид троп. Значението му се припокрива – ’предавам дадено съдържание с други думи, с други фрази’, ’предавам със свои или с други думи смисъла на някой израз, текст’.
Перифразата е също косвено споменаване на обекта не чрез неговото назоваване, а с неговото описание (например „нощно светило“ = „луна“).
Използва се от афазици и хора, които учат чужд език, когато при липсваща дума (например grandfather, „дядо“) предметът може просто да се опише (the father of one's father, „бащата на нечий баща“).